# Liga Națională de handbal feminin 2014-2015, promovare și retrogradare
Acest articol descrie fazele de promovare și retrogradare la finalul Ligii Naționale de handbal feminin 2014-2015.

## Format
În ediția 2014-2015, Liga Națională de handbal feminin a revenit la formatul cu 14 echipe. Conform regulamentului publicat de FRH, echipele care au retrogradat în Divizia A s-au decis la sfârșitul fazei Play-Out. Astfel, echipele care au terminat în Play-Out pe primele două locuri s-au salvat de la retrogradare, echipele care au terminat pe ultimele două locuri (5 și 6) au retrogradat direct, iar echipele clasate pe locurile 3 și 4 au disputat un turneu de baraj împreună cu formațiile care au terminat sezonul pe locurile 2 și 3 în cele două serii ale Diviziei A. La capătul turneului de baraj, primele două echipe clasate au rămas sau, după caz, au promovat în Liga Națională. Conform clasamentului final al Diviziei A, la turneul de baraj au luat parte CSU Știința București (locul 2 în seria A), CS HM Buzău (locul 3 în seria A), CS Măgura Cisnădie (locul 2 în seria B) și CSM Slatina (locul 4 în seria B). Național Râmnicu Vâlcea, clasată pe locul 3 în seria B, nu a avut drept de promovare în Liga Națională, locul ei fiind luat la turneul de baraj de următoarea clasată, CSM Slatina.
Pe 15 mai 2015, Federația Română de Handbal a anunțat că meciurile se vor disputa pe teren neutru, echipele fiind împărțite în două grupe de câte trei în care vor juca în sistemul fiecare cu fiecare.
Ca și în edițiile anterioare, echipele clasate pe locul 1 în cele două serii ale Diviziei A 2014-2015 au promovat direct în Liga Națională. Aceste echipe au fost CS Rapid București, câștigătoare a seriei A, respectiv HC Alba Sebeș, câștigătoare a seriei B,

## Partidele
Echipele care au luat parte la turneul de baraj au fost împărțite în două grupe de câte trei. Pe 15 mai 2015, Federația Română de Handbal a anunțat modul de distribuție al echipelor în cele trei grupe. 
Grupa I: Locul 2 din seria A și locul 3 din seria B;
Grupa a II-A: Locul 2 din seria B și locul 3 din seria A;
Echipele clasate pe locurile 11 și 12 din Liga Națională (locurile 3 și 4 în Play-Out) au tras la sorți, în ordinea clasării la sfârșitul sezonului 2014-2015 din Liga Națională, grupa în care vor evolua. Aceste echipe au fost CSM Unirea Slobozia (locul 11) și CSM Cetate Deva (locul 12).
Pe 4 iunie 2015, Federația Română de Handbal a anunțat componența finală a grupelor și programul partidelor. Acestea s-au desfășurat în Sala Sporturilor Traian din Râmnicu Vâlcea.
|  | Echipe promovate/rămase în Liga Națională |
|  | Echipe retrogradate/rămase în Divizia A   |

### Grupa I
| Poz. | Echipa                | J | V | E | Î | GM | GP | DG   | P |
| ---- | --------------------- | - | - | - | - | -- | -- | ---- | - |
| 1    | CSM Unirea Slobozia   | 2 | 2 | 0 | 0 | 61 | 51 | + 10 | 6 |
| 2    | CSU Știința București | 2 | 1 | 0 | 1 | 54 | 44 | + 10 | 3 |
| 3    | CSM Slatina           | 1 | 0 | 0 | 2 | 50 | 70 | - 20 | 0 |

Conform paginii oficiale a FRH
| 8 iunie 2015 16:00 | CSU Știința București | 33 - 20 | CSM Slatina | Sala Sporturilor Traian, Râmnicu Vâlcea Arbitri: Dănuleț, Iordache |
| 8 iunie 2015 16:00 | (14-7)                |         |             | Sala Sporturilor Traian, Râmnicu Vâlcea Arbitri: Dănuleț, Iordache |
| 8 iunie 2015 16:00 | Cronica               |         |             | Sala Sporturilor Traian, Râmnicu Vâlcea Arbitri: Dănuleț, Iordache |

| 9 iunie 2015 16:00 | CSM Unirea Slobozia | 24 - 21 | CSU Știința București | Sala Sporturilor Traian, Râmnicu Vâlcea Arbitri: Belean, Călina |
| 9 iunie 2015 16:00 | Gavrilă 8           | (13-11) |                       | Sala Sporturilor Traian, Râmnicu Vâlcea Arbitri: Belean, Călina |
| 9 iunie 2015 16:00 | Cronica             |         |                       | Sala Sporturilor Traian, Râmnicu Vâlcea Arbitri: Belean, Călina |

| 10 iunie 2015 16:00 | CSM Slatina | 30 - 37 | CSM Unirea Slobozia | Sala Sporturilor Traian, Râmnicu Vâlcea Arbitri: Mârza, Nedelea |
| 10 iunie 2015 16:00 |             | (13-22) | Artean 7            | Sala Sporturilor Traian, Râmnicu Vâlcea Arbitri: Mârza, Nedelea |
| 10 iunie 2015 16:00 | Cronica     |         |                     | Sala Sporturilor Traian, Râmnicu Vâlcea Arbitri: Mârza, Nedelea |

### Grupa a II-a
CS Măgura Cisnădie a promovat în Liga Națională pe 9 iunie 2015, după ce a învins pe CS HM Buzău și CSM Cetate Deva.
| Poz. | Echipa             | J | V | E | Î | GM | GP | DG   | P |
| ---- | ------------------ | - | - | - | - | -- | -- | ---- | - |
| 1    | CS Măgura Cisnădie | 2 | 2 | 0 | 0 | 60 | 51 | + 9  | 6 |
| 2    | CSM Cetate Deva    | 2 | 1 | 0 | 1 | 62 | 54 | + 8  | 3 |
| 3    | CS HM Buzău        | 2 | 0 | 0 | 2 | 59 | 76 | - 17 | 0 |

Conform paginii oficiale a FRH
| 8 iunie 2015 18:00 | CS Măgura Cisnădie | 36 - 29 | CS HM Buzău | Sala Sporturilor Traian, Râmnicu Vâlcea Arbitri: Barbu, Badiu |
| 8 iunie 2015 18:00 | (15-14)            |         |             | Sala Sporturilor Traian, Râmnicu Vâlcea Arbitri: Barbu, Badiu |
| 8 iunie 2015 18:00 | Cronica            |         |             | Sala Sporturilor Traian, Râmnicu Vâlcea Arbitri: Barbu, Badiu |

| 9 iunie 2015 18:00 | CSM Cetate Deva | 22 - 24 | CS Măgura Cisnădie | Sala Sporturilor Traian, Râmnicu Vâlcea Arbitri: Barbu, Ciurea |
| 9 iunie 2015 18:00 | Cartaș 9        | (12-11) |                    | Sala Sporturilor Traian, Râmnicu Vâlcea Arbitri: Barbu, Ciurea |
| 9 iunie 2015 18:00 | Cronica         |         |                    | Sala Sporturilor Traian, Râmnicu Vâlcea Arbitri: Barbu, Ciurea |

| 10 iunie 2015 18:00 | CS HM Buzău | 30 - 40 | CSM Cetate Deva | Sala Sporturilor Traian, Râmnicu Vâlcea Arbitri: Gurbina, Stanciu |
| 10 iunie 2015 18:00 | (16-20)     |         |                 | Sala Sporturilor Traian, Râmnicu Vâlcea Arbitri: Gurbina, Stanciu |
| 10 iunie 2015 18:00 | Cronica     |         |                 | Sala Sporturilor Traian, Râmnicu Vâlcea Arbitri: Gurbina, Stanciu |

### Meciurile de plasament
Pe 4 iunie 2015, Federația Română de Handbal a făcut public faptul că se vor juca încă două meciuri de plasament, între echipele clasate pe locurile 2, respectiv locurile 3 din cele două grupe. În cazul în care una din cele două echipe promovate nu va putea evolua sau se va retrage din Liga Națională, atunci ea ar fi înlocuită cu următoarea clasată, decisă în urma partidelor de plasament. Cu toate acestea, meciurile programate pe data de 11 iunie 2015 nu s-au mai jucat.
| 11 iunie 2015 10:00 | CSU Știința București | Meci anulat | CSM Cetate Deva | Sala Sporturilor Traian, Râmnicu Vâlcea |
| 11 iunie 2015 10:00 |                       |             |                 | Sala Sporturilor Traian, Râmnicu Vâlcea |
| 11 iunie 2015 10:00 |                       |             |                 | Sala Sporturilor Traian, Râmnicu Vâlcea |

| 11 iunie 2015 12:00 | CSM Slatina | Meci anulat | CS Măgura Cisnădie | Sala Sporturilor Traian, Râmnicu Vâlcea |
| 11 iunie 2015 12:00 |             |             |                    | Sala Sporturilor Traian, Râmnicu Vâlcea |
| 11 iunie 2015 12:00 |             |             |                    | Sala Sporturilor Traian, Râmnicu Vâlcea |